# Toscan (cheval)
Pour les articles homonymes, voir Toscan (homonymie).
Toscan est un cheval de course trotteur français né en 1963, mort en 1979, spécialiste du trot attelé de la fin des années 1960 et du début des années 1970.

## Carrière de courses
Élevé par  Jean Fribault au haras de la Fardollière à Chemillé, dans le Maine-et-Loire, entraîné par Jean-René Gougeon et drivé par son frère Michel-Marcel, Toscan appartient à une génération particulièrement riche (les « T »), qui compte dans ses rangs des champions tels que Tidalium Pelo (vainqueur de deux prix d'Amérique), Tony M (trois fois second de la même épreuve) ou encore Tabriz. Mais il dominera ses contemporains dans tous les critériums, à l'exception du Critérium des 5 ans, où il termine troisième derrière Ténébreuse D et Tony M. Pour le reste, il s'impose successivement dans les critériums des Jeunes, des 3 ans et des 4 ans, et reste à ce jour le seul cheval à avoir réalisé ce triplé. Lauréat de huit classiques, dont un doublé dans le Prix de Paris, il trouve la consécration dans le Prix d'Amérique 1970, où il domine dans cet ordre Tony M, Tidalium Pelo et Tabriz, après avoir pris la deuxième place de l'édition précédente.

### Palmarès
Classiques (aujourd'hui classés Groupe I) :
- Prix d'Amérique (1970)
- Prix de Paris (1969, 1971)
- Critérium des Jeunes (1966)
- Critérium des 3 ans (1966)
- Critérium des 4 ans (1967)
- Prix de Sélection (1967)
- Prix Capucine (1966)

## Carrière au haras
Les premiers produits de Toscan sont nés en 1971 (génération des F). Sa carrière d'étalon ne fut pas à la hauteur de ses performances sur les champs de courses. Le plus riche de ses produits est Moscantido, né en 1978, vainqueur de plusieurs semi-classiques entre 2 et 4 ans (Prix Emmanuel Margouty, Prix Cavey Ainé, Prix Maurice de Gheest, Prix de Tonnac-Villeneuve, Prix Jules Thibault) et troisième du Critérium des 3 ans. Gustavia (née en 1972) a été deuxième du Prix Ariste Hémard 1976 et du Prix de La Haye 1977. Ses derniers produits sont nés en 1980 (générations des O).

## Origines
| Origines de Toscan | Origines de Toscan | Origines de Toscan | Origines de Toscan |
| ------------------ | ------------------ | ------------------ | ------------------ |
| Père Kerjacques    | Quinio             | Hernani III        | Ontario            |
| Père Kerjacques    | Quinio             | Hernani III        | Odessa             |
| Père Kerjacques    | Quinio             | Germaine           | Phoenix            |
| Père Kerjacques    | Quinio             | Germaine           | Lysistrata         |
| Père Kerjacques    | Arlette III        | Loudéac            | Boléro             |
| Père Kerjacques    | Arlette III        | Loudéac            | Bonne Fortune      |
| Père Kerjacques    | Arlette III        | Maggy II           | Fidus              |
| Père Kerjacques    | Arlette III        | Maggy II           | Dédette II         |
| Mère Toscane B     | Junior du Verdier  | Salam              | Kalmouk            |
| Mère Toscane B     | Junior du Verdier  | Salam              | In Salah           |
| Mère Toscane B     | Junior du Verdier  | Delphe du Verdier  | Tigrane            |
| Mère Toscane B     | Junior du Verdier  | Delphe du Verdier  | Oublieuse          |
| Mère Toscane B     | Baronne            | Intermède          | Bémécourt          |
| Mère Toscane B     | Baronne            | Intermède          | Belle Poule        |
| Mère Toscane B     | Baronne            | Duchesse           | Jaguar III         |
| Mère Toscane B     | Baronne            | Duchesse           | Turlurette         |